# Cornus mas
Espèce
Classification APG III (2009)
Statut de conservation UICN

 LC  : Préoccupation mineure
Le Cornouiller mâle ou Cornouiller sauvage (Cornus mas) est une espèce de plantes à fleurs originaire du sud de l'Europe et de l'Asie. Il est parfois appelé cornier ou fuselier.

## Étymologie
Le genre Cornus doit son nom latin (cornu = corne) au fait que son bois est dur comme la corne, l'espèce mas (mas = mâle) car son bois exceptionnellement dur était utilisé dans l'Antiquité pour fabriquer des armes de guerre, dont les sarisses et les xystons en usage dans l'armée macédonienne.

## Répartition
On rencontre le Cornouiller mâle plutôt dans l'est de l'Europe et au Proche-Orient. En France il est commun dans le nord où il est surnommé « olivier de Normandie ». Il est également présent dans l'Ouest en Bretagne Nord. En Suisse, on le rencontre principalement dans la région lémanique et au Tessin.

## Statuts de protection, menaces
L'espèce est évaluée comme non préoccupante aux échelons mondial, européen et français. En France l'espèce est classée en danger (EN) en Auvergne.

## Description
Le Cornouiller mâle est un arbre rustique (Zone USDA 5) mesurant jusqu'à 12 m de haut, pour l'espèce Cornus controversa. Sa longévité est supérieure à 100 ans, jusqu'à 300 ans[réf. nécessaire]. Il rejette de souche et drageonne. Il peuple les forêts claires, les lisières, fruticées, haies, taillis sur calcaire.
Le Cornouiller mâle est entomogame, sa reproduction s'effectue à l'aide d'insectes pollinisateurs.
Les feuilles caduques de 4 à 10 cm de long sur 2 à 4 cm de large sont entières, opposées, légèrement gaufrées, au revers vert sombre. Elles tombent de façon assez précoce en automne.
Les fleurs jaunes sont petites (5 à 10 mm de diamètre) et apparaissent en février–mars avant les feuilles. Cette floraison précoce, avant celle du Forsythia, fait du cornouiller une excellente plante mellifère.
Les fruits, appelés cornouilles ou cornes sont des drupes rouges de 15 à 35 mm de long contenant un noyau allongé. Elles ont un goût acidulé, sont comestibles et parfois commercialisées. On les consommera de préférence blettes comme les nèfles, par exemple quand les fruits viennent de tomber sur le sol. Elles ont un goût rappelant celui de la griotte.

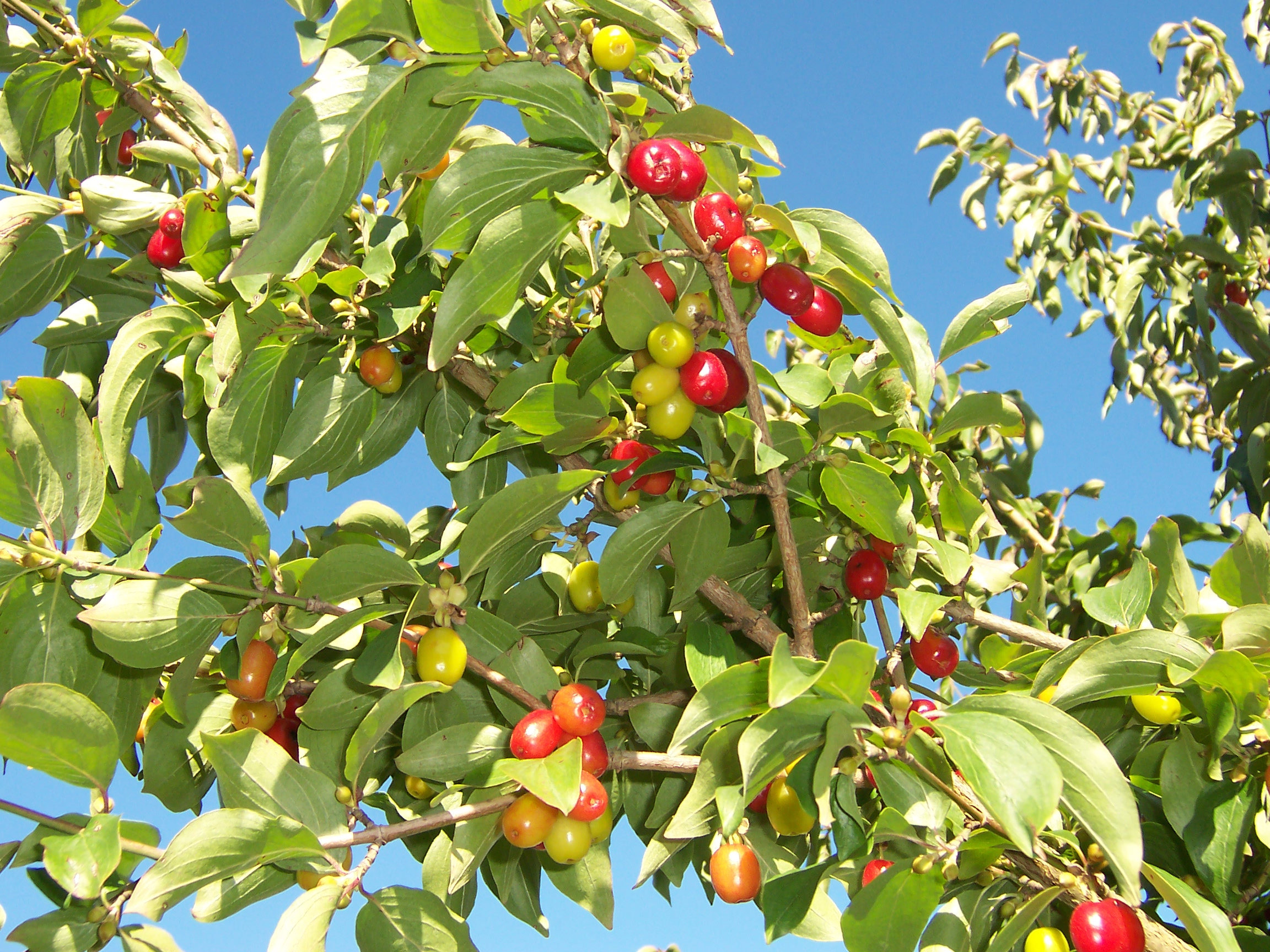
Fructification.

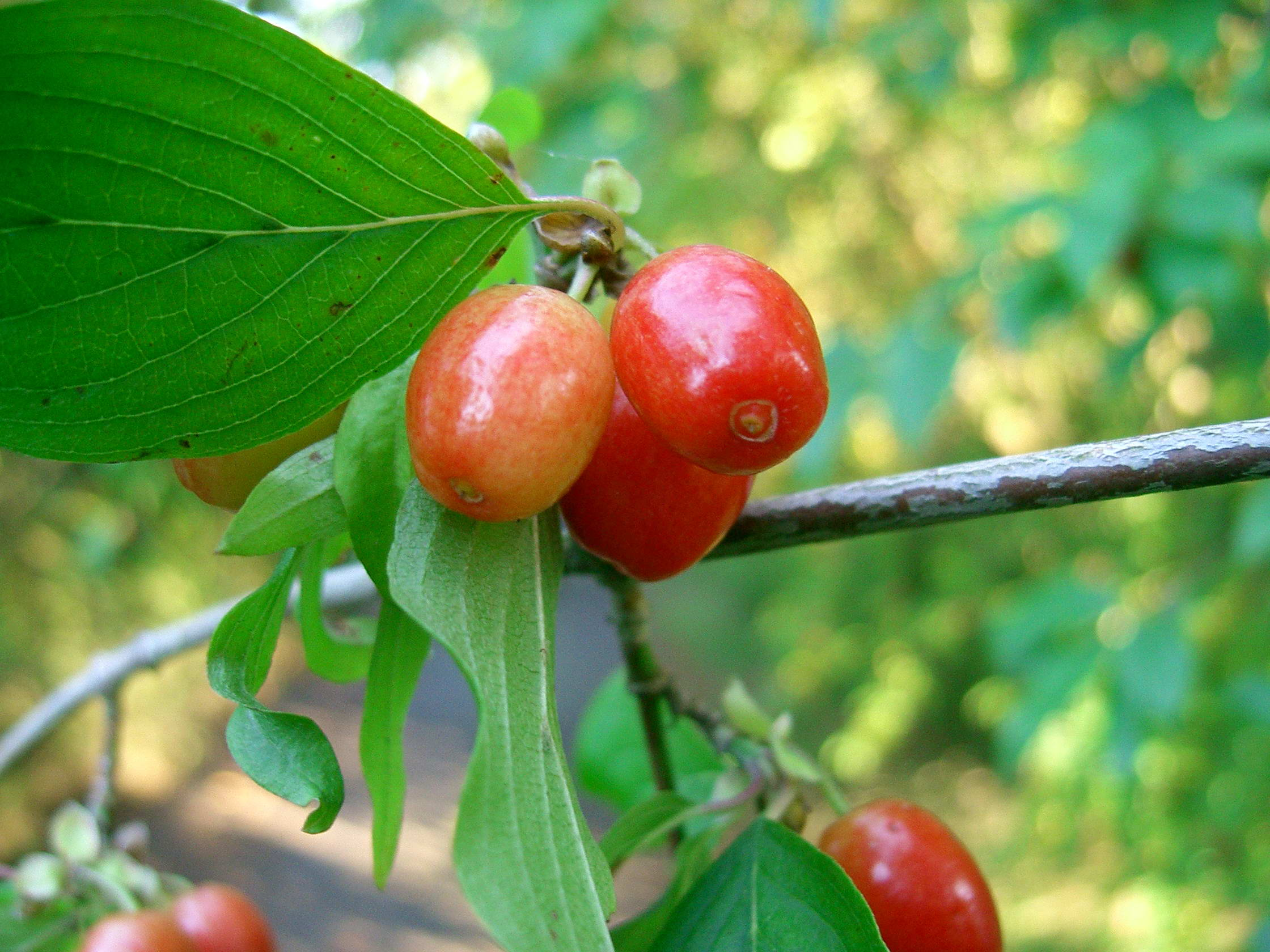
Détail (fruits, dits cornouilles).

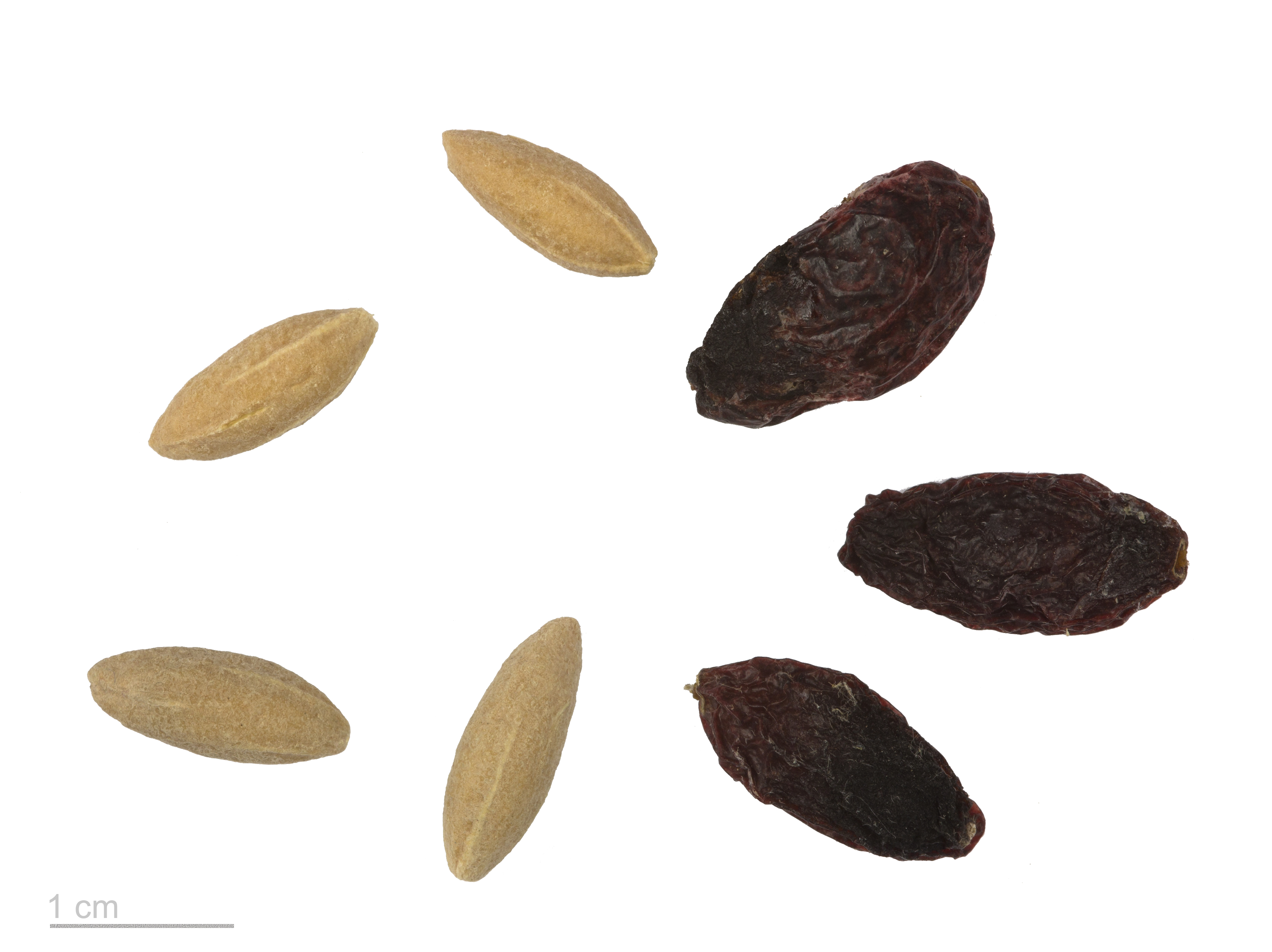
Graines et fruits secs - MHNT.

## Variétés horticoles
Il existe quelques cultivars fruitiers tels que :
- 'Elegant' : variété précoce ukrainienne
- 'Jolico' : cultivar allemand à gros fruit sucré
- 'Pioneer' : gros fruit de 3,5 cm de long en forme de poire, juteux, sucré et aromatique
- 'Redstone' : gros fruit hâtif ; arbre très rustique
- 'Yellow Fruited' : fruit jaune

## Culture

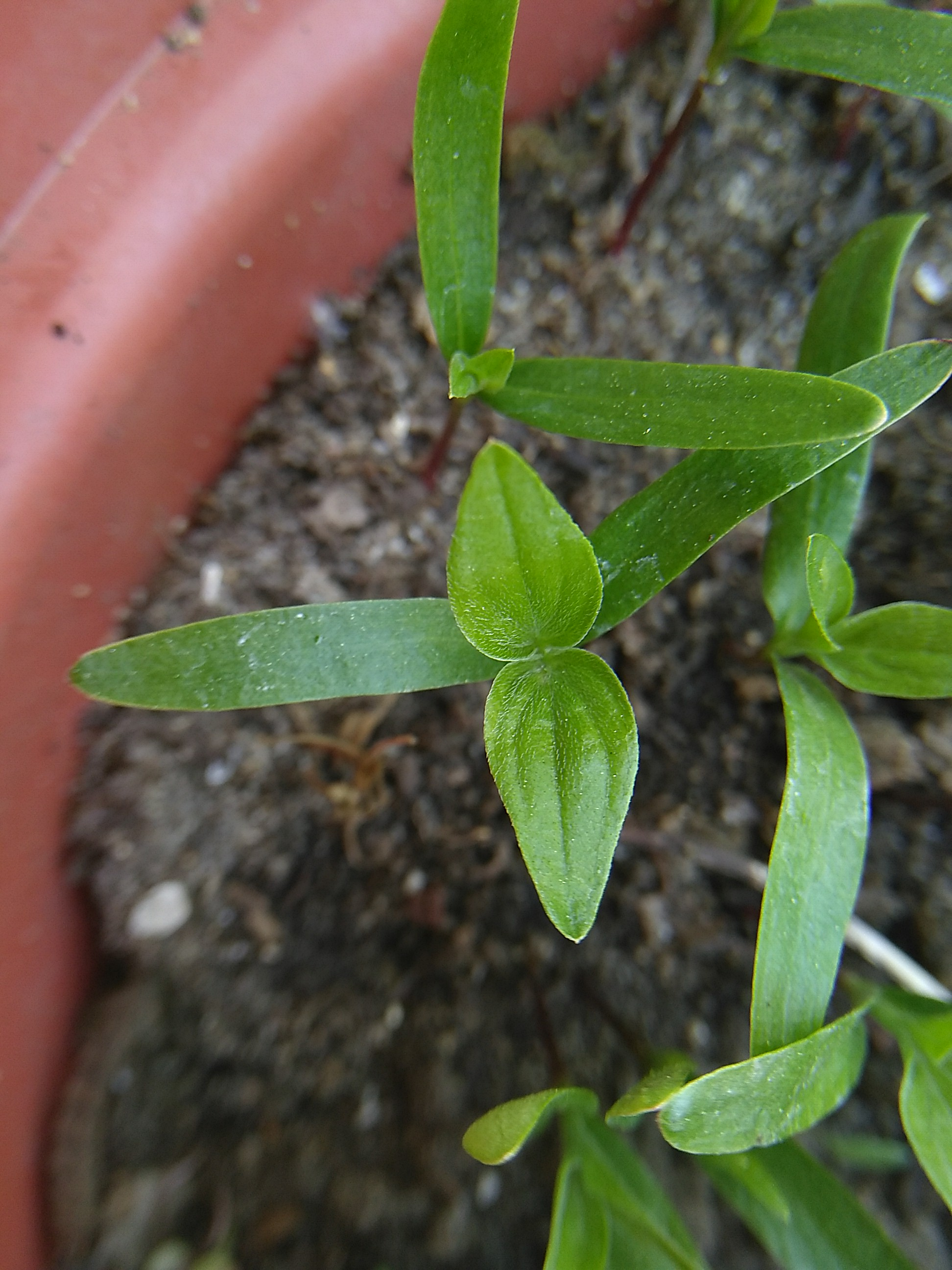
Plantules de Cornouillers mâles de semis.

Le Cornouiller mâle apprécie les sols frais et calcaires. Selon une autre source, il préfère les sols secs et bien drainés. 
Il supporte bien la taille et peut être formé en haie. La fructification est sujette à l'alternance. Il se propage habituellement par marcottage ou bouture à talon en automne. Le semis peut nécessiter deux ans avant de lever puis 8 à 10 ans avant de fructifier, et ne  garantit pas la fidélité au fruit d'origine.
Les semis de noyaux donnent les plus beaux sujets.

## Propriétés et utilisations

### Consommations de baies
Largement utilisé par les Géorgiens, Azéris, Arméniens, Turcs et Iraniens, on lui prête de nombreuses vertus. Ses baies (cornouilles ou cornes) sont comestibles. En Albanie ce fruit est comme un emblème nationale est il sert à produire la Rakia.
Elles ont un goût rappelant celui de la cerise. Elles sont consommées bien mûres. Les cornouilles contiennent 8 à 9 % de sucres (surtout du glucose et du fructose), de 2 à 3 % d'acide malique et de 70 à 125 mg de vitamine C pour 100 g. Elles sont surtout consommées cuites, en gelée et marmelade. Elles peuvent être conservées en saumure et lacto-fermentées. Autrefois, cet arbre était très cultivé car ses fruits étaient très appréciés.
Les fruits se consomment généralement une fois tombés à terre, sinon ils sont trop acides. Les cornouilles sont climactériques, elles continuent de mûrir hors de l'arbre.
Elles sont parfois fermentées pour donner un vin de cornouilles (notamment en Arménie), lequel peut être distillé en eau-de-vie.

### Le bois et l'arbre
Le bois est dur, dense, élastique et droit.
Cette densité le rend précieux pour l'artisanat, l'ébénisterie, les poignées d'outils, les pièces pour des machines, des engrenages, les rayons de roues, les manches d'outils, des lances, les javelots et les arcs (pour sa souplesse, un bois concurrent de l'if). Les artisans le considérant souvent bien supérieur à tout autre bois.
Cornus mas a été utilisé à partir du septième siècle avant J.-C. par les artisans grecs. L'association du bois avec l'armement était si commune que le nom grec employé comme synonyme pour le verbe « lancer » dans la poésie, pendant les quatrième et troisième siècles avait la même racine. En Italie, le mazzarella, l'uncino ou le bastone, le bâton porté par les butteri ou les bergers de la région de la Maremme, est traditionnellement fait de cornouiller, appelée crognolo ou grugnale, provenant des dialectes italiens : corniolo.
Le colorant rouge utilisé pour faire des fez a été produit à partir de son écorce, et le tanin est produit à partir de ses feuilles.
Ses racines puissantes permettent de lutter contre l'érosion des sols.
L'espèce est utile à la faune car lièvres et cerfs apprécient son feuillage, tout comme les abeilles apprécient ses fleurs précoces à la fin de l'hiver, et les oiseaux ses fruits en été.
Excellent bois de chauffe, très bon charbon de bois.
Compte tenu de sa très longue longévité, on le choisit pour définir les limites des forêts.

## Curiosités

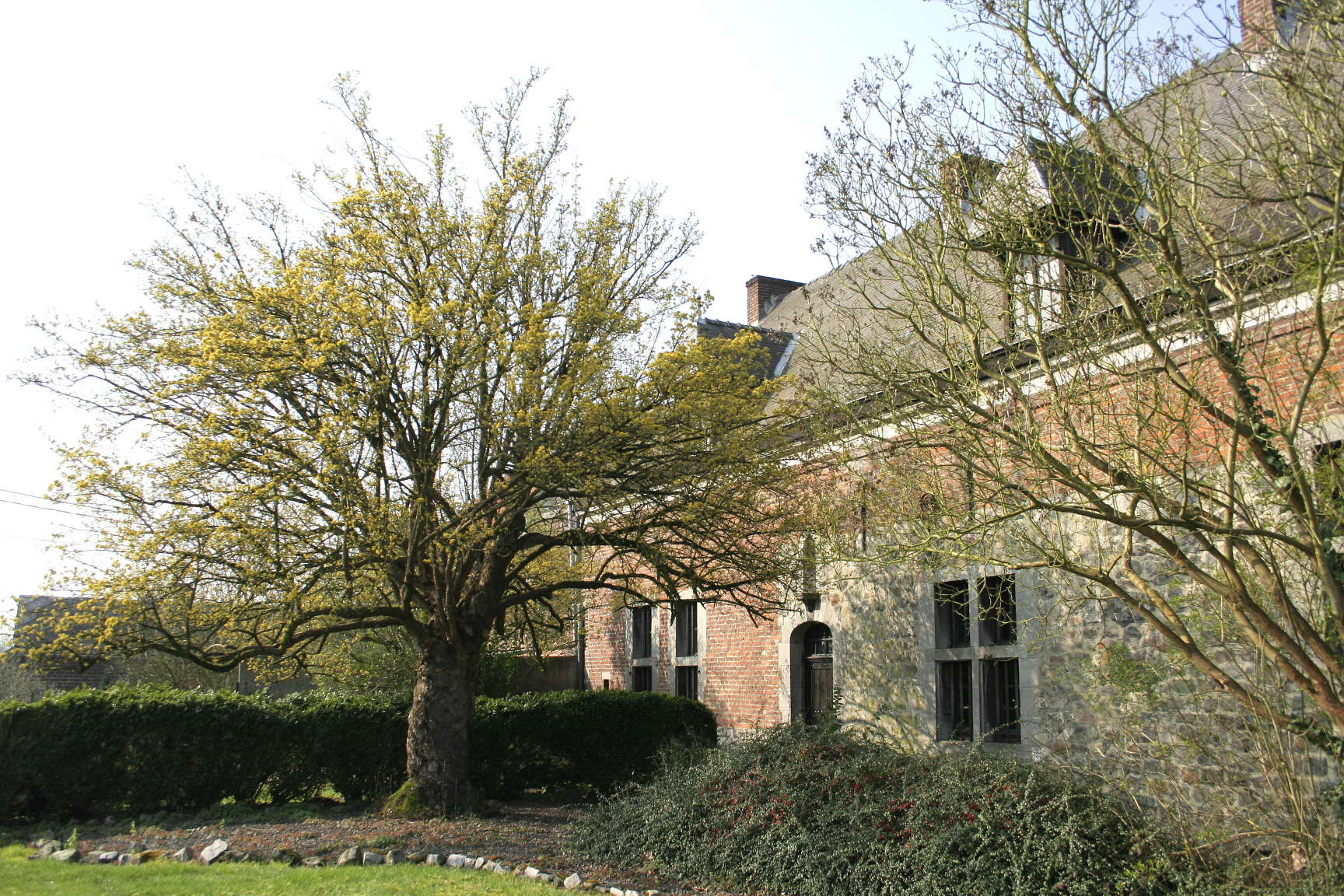
Un Cornus mas multiséculaire.

- Pour un orthodoxe serbe, cette plante a une valeur sacrée. Ses bourgeons sont cueillis la veille de Noël, célébré par eux selon le calendrier julien, soit 6 janvier. Le matin en se levant ils les consomment avec une gorgée de vin rouge, en faisant le signe de croix, dans l'espoir de rester en bonne santé tout au long de l'année. Le cornouiller est considéré par les Serbes comme un symbole de bonne santé; en effet le dicton populaire « Zdrav kao dren » signifie littéralement « sain comme le cornouiller ».
- Selon Pausanias, le cheval de Troie a été réalisé par les Grecs en bois de cornouiller. Bois sacré d'Apollon situé sur le mont Ida[18].

## Noms de famille
- Le nom de famille « Cournoyer » est surtout répandu au Québec, il vient du nom du cornouiller.
- La famille de Cornulier est originaire de Bretagne, sa devise est : Firmus ut cornus (Ferme comme la corne).
- Deux familles sont originaires du village de Courmes en Provence :
  - La famille Courmes olim de Corma, Corme.  Son anthroponymie vient du latin  Cornus Mas[19].
  - La famille Cormis (de). Il s'agit d'un latin approximatif du nom de Corma, Corme, cornouiller[19].